# Лагранж (Верхние Пиренеи)
Лагра́нж (фр. Lagrange, окс. Era Granja) — коммуна во Франции, находится в регионе Юг — Пиренеи. Департамент — Верхние Пиренеи. Входит в состав кантона Ланнемезан. Округ коммуны — Баньер-де-Бигор.
Код INSEE коммуны — 65245.

## География

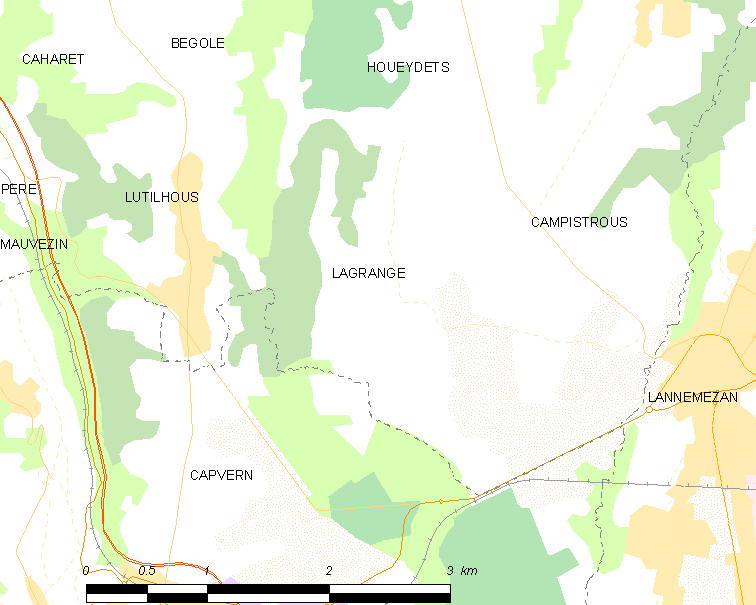
Карта коммуны

Коммуна расположена приблизительно в 660 км к югу от Парижа, в 105 км юго-западнее Тулузы, в 25 км к юго-востоку от Тарба.
Коммуна расположена на плато Ланнемезан.

## Климат
Климат умеренно-океанический с солнечной тёплой погодой и обильными осадками на протяжении практически всего года.

## Население
Население коммуны на 2010 год составляло 223 человека.
| 1962 | 1968 | 1975 | 1982 | 1990 | 1999 | 2010 |
| ---- | ---- | ---- | ---- | ---- | ---- | ---- |
| 146  | 140  | 133  | 172  | 196  | 217  | 223  |

## Администрация
| Период | Период | Фамилия         | Партия                  | Примечания |
| ------ | ------ | --------------- | ----------------------- | ---------- |
| 1977   | 2002   | Поль Лаай       | Социалистическая партия |            |
| 2002   | 2020   | Натали Салькюни | Социалистическая партия |            |

## Экономика
В 2010 году среди 153 человек трудоспособного возраста (15-64 лет) 107 были экономически активными, 46 — неактивными (показатель активности — 69,9 %, в 1999 году было 75,2 %). Из 107 активных жителей работали 104 человека (54 мужчины и 50 женщин), безработных было 3 (1 мужчина и 2 женщины). Среди 46 неактивных 14 человек были учениками или студентами, 24 — пенсионерами, 8 были неактивными по другим причинам.